# FIB Champions Cup 2012
Champions Cup spelas för 9:de gången i Dina Arena, Sverige. Cupen är arrangerad av Edsbyns IF och Federation of International Bandy.  Den spelas mellan lag från Ryssland och Sverige
Lagen delas in i två grupper om fyra lag där alla möter alla i ett gruppspel. Placeringsmatcher spelas på söndagen där ettan från grupp A möter ettan från grupp B, tvåan möter tvåan och så vidare. Edsbyns IF ställs mot ryska mästarlaget Dynamo Moskva, elitserienykomlingen Ljusdals IF och ryska HK Sibselmasj.

## Gruppspelet

### Grupp A
| Datum             | Tid UTC+1 | Match                         | Resultat |
| ----------------- | --------- | ----------------------------- | -------- |
| 13 september 2012 | 17:00     | Dynamo Moskva – Ljusdals IF   | 13 - 0   |
| 13 september 2012 | 19:15     | Edsbyns IF – HK Sibselmasj    | 5 - 3    |
| 14 september 2012 | 15:30     | HK Sibselmasj – Ljusdals IF   | 6 - 5    |
| 14 september 2012 | 18:00     | Edsbyns IF – Dynamo Moskva    | 9 - 4    |
| 15 september 2012 | 11:00     | Dynamo Moskva – HK Sibselmasj | 12 - 6   |
| 15 september 2012 | 16:00     | Ljusdals IF – Edsbyns IF      | 2 - 6    |

#### Tabell
| Lag           | M | V | O | F | GM | IM | +/- | P |
| ------------- | - | - | - | - | -- | -- | --- | - |
| Edsbyns IF    | 3 | 3 | 0 | 0 | 20 | 9  | +11 | 6 |
| Dynamo Moskva | 3 | 2 | 0 | 1 | 29 | 15 | +14 | 4 |
| HK Sibselmasj | 3 | 1 | 0 | 2 | 15 | 22 | -7  | 2 |
| Ljusdals IF   | 3 | 0 | 0 | 3 | 7  | 25 | -18 | 0 |

### Grupp B
| Datum             | Tid UTC+1 | Match                                  | Resultat |
| ----------------- | --------- | -------------------------------------- | -------- |
| 13 september 2012 | 14:45     | HK Zorkij – Broberg/Söderhamn Bandy    | 10 - 5   |
| 13 september 2012 | 19:15     | Bollnäs GoIF – IK Sirius               | 3 - 5    |
| 14 september 2012 | 13:00     | IK Sirius – HK Zorkij                  | 2 - 12   |
| 14 september 2012 | 20:30     | Broberg/Söderhamn Bandy – Bollnäs GoIF | 7 - 1    |
| 15 september 2012 | 13:30     | Broberg/Söderhamn Bandy – IK Sirius    | 5 - 3    |
| 15 september 2012 | 18:30     | HK Zorkij – Bollnäs GoIF               | 5 - 3    |

#### Tabell
| Lag                     | M | V | O | F | GM | IM | +/- | P |
| ----------------------- | - | - | - | - | -- | -- | --- | - |
| HK Zorkij               | 3 | 3 | 0 | 0 | 27 | 10 | +17 | 4 |
| Broberg/Söderhamn Bandy | 3 | 2 | 0 | 1 | 17 | 14 | +3  | 4 |
| IK Sirius               | 3 | 1 | 0 | 2 | 10 | 20 | -10 | 2 |
| Bollnäs GoIF            | 3 | 0 | 0 | 3 | 7  | 17 | -10 | 0 |

### Slutspel
| Datum             | Tid UTC+1 | Match                                   | Resultat |
| ----------------- | --------- | --------------------------------------- | -------- |
| 16 september 2012 | 09:00     | Ljusdals IF – Bollnäs GoIF              | 4 - 5    |
| 16 september 2012 | 11:30     | HK Sibselmasj – IK Sirius               | 8 - 5    |
| 16 september 2012 | 14:00     | Dynamo Moskva – Broberg/Söderhamn Bandy | 4 - 1    |
| 16 september 2012 | 16:30     | Edsbyns IF – HK Zorkij                  | 3 - 8    |